# ألبرت تومسون
ألبرت تومسون (بالإنجليزية: Albert Thompson)‏ (1 يناير 1912 في المملكة المتحدة - ) هو لاعب كرة قدم بريطاني في مركز الهجوم. لعب مع سوانزي سيتي ونادي باري تاون يونايتد ونادي يورك سيتي ونادي تلفورد يونايتد ونادي برادفورد بارك أفنيو.